# Powiatul Puck
Powiatul Puck (în poloneză powiat pucki) este o unitate administrativ-teritorială (powiat) din voievodatul Pomerania, în nordul Poloniei. Ea a fost înființată pe 1 ianuarie 1999, ca urmare a reformelor guvernamentale poloneze adoptate în 1998. Sediul administrativ este orașul Puck, care se află la 40 km nord de capitala regională Gdańsk.
Powiatul se întinde pe o suprafață de 572,14 km².

## Demografie
La 1 ianuarie 2013 populația powiatului a fost de 80.738 locuitori.
Date referitoare la populație (31 iunie 2011):
|  | Total  | Total | Femei  | Femei | Bărbați | Bărbați                    |
|  | oameni | %     | oameni | %     | oameni  | % Format:Demografia/raport |

### Evoluție
|  | Graficele sunt indisponibile din cauza unor probleme tehnice. Mai multe informații se găsesc la Phabricator și la wiki-ul MediaWiki. |

| Ani  | Populație (de pe 31 decembrie) |
| ---- | ------------------------------ |
| 1999 | 70.268                         |
| 2000 | 70.588                         |
| 2001 | 70.925                         |
| 2002 | 71.631                         |
| 2003 | 72.292                         |
| 2004 | 73.179                         |
| 2005 | 73.788                         |
| 2006 | 74.717                         |
| 2007 | 75.693                         |
| 2008 | 76.310                         |
| 2009 | 77.238                         |
| 2010 | 77.947                         |

## Comune

Comunele powiatului pucki

| Stemă                      | Comună          | Tip    | Suprafață (km²) | Populație (2012) | Reședință |
|                            | Comuna Puck     | rurală | 237,38          | 24 575           | Puck *    |
|                            | Władysławowo    | urbană | 39,22           | 15 382           |           |
|                            | Puck            | urbană | 4,79            | 11 520           |           |
|                            | Comuna Kosakowo | rurală | 50,14           | 11 023           | Kosakowo  |
|                            | Comuna Krokowa  | rurală | 211,09          | 10 596           | Krokowa   |
|                            | Jastarnia       | urbană | 7,8             | 3 905            |           |
|                            | Hel             | urbană | 21,72           | 3 737            |           |
| * nu face parte din comună |                 |        |                 |                  |           |